# استبدال بلاغي
الاستبدال البلاغي في البلاغة هو نوع من الكناية حيث يحل اللقب أو العبارة محل اسم العلم، مثل «العريف الصغير» لنابليون الأول، أو خلاف ذلك استخدام اسم العلم اسمًا نموذجي للتعبير عن فكرة عامة. من الأمثلة المتكررة على الاستبدال البلاغي في أواخر العصور الوسطى وأوائل عصر النهضة استخدام مصطلح «الفيلسوف» للإشارة إلى أرسطو.